# Айхенвальд Юлій Ісайович
Ю́лій Іса́йович Айхенва́льд  (*12 січня 1872, Балта, Подільська губернія — †17 грудня 1928, Берлін) — літературний критик, перекладач.

## Біографія

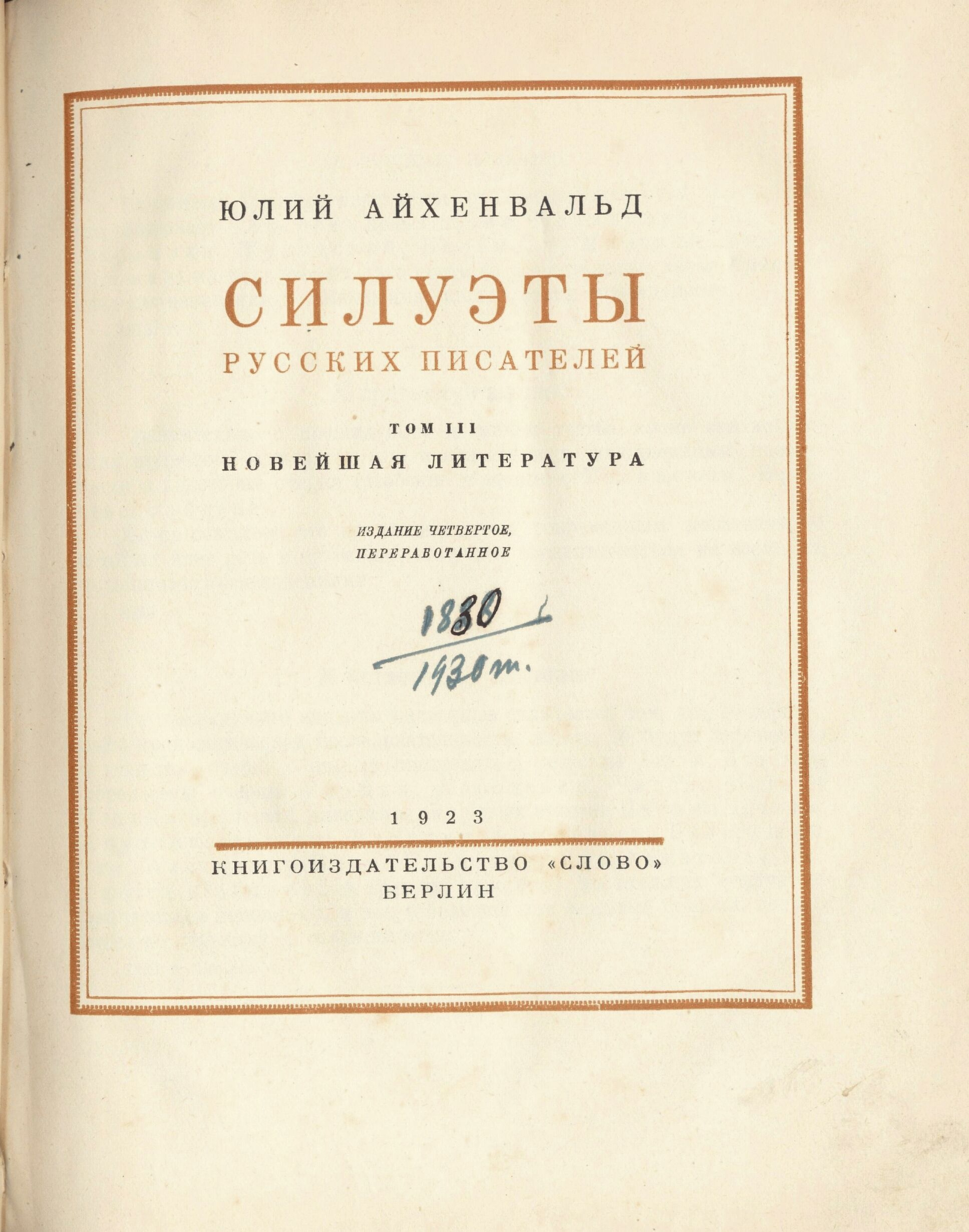
Силуэты русских писателей. Берлін, 1923

Навчався у Новоросійському університеті (Одеса).
Викладав у московських гімназіях та вишах.
Значний вплив на формування світогляду Юлія Айхенвальда мала філософія А. Шопенгауера (він переклав з німецької Повне зібрання творів А. Шопенгауера). Співпрацював з періодичною пресою, зокрема, журналами «Русская мысль», «Вопросы философии и психологии», «Новое слово», «Вестник воспитания».
Популярність Ю. Айхенвальду принесли книги «Силуети російських письменників» (1906—1910) та «Этюды о западных писателях» (1910).
Колеги не все сприйняли у творчості літературного критика. Ю. Айхенвальд відповів опонентам, зокрема, щодо трактування поглядів В. Бєлінського книгою «Спор о Белинском. Ответ критикам» (1914).
Більшовицький заколот у Росії 1917 року критик не сприйняв і відкрито висловлював свої оцінки нової влади. Після гнівної статті-протесту проти розстрілу більшовиками поета М. Гумільова Ю. Айхенвальд був висланий з радянської Росії на відомому з історії СРСР «філософському пароплаві» разом з М. Бердяєвим, С. Франком, М. Осоргіним та іншими письменниками й філософами, котрі на думку В. Ульянова-Лєніна були запеклими противниками радянської ідеології.
З 1922 року жив у Берліні, виступав у пресі, викладав, читав лекції, активно співпрацював з літературним гуртком російських емігрантських письменників.